# Design Museum Den Bosch
Design Museum Den Bosch  is een museum dat zich richt op design en vormgeving in 's-Hertogenbosch. Door middel van wisselende tentoonstellingen wordt de invloed van design op het dagelijks leven en de culturele betekenis van vormgeving getoond.  Daarnaast is het museum gespecialiseerd in keramiek en sieraden, alsmede het nieuwe verzamelgebied Posthuman. Design Museum Den Bosch is lid van de International Council of Museums en van de Museumvereniging.
Sinds mei 2013 is het museum gevestigd in het museumkwartier grenzend aan Het Noordbrabants Museum en sinds 2018 draagt het museum de naam Design Museum Den Bosch (tot juni 2018: Stedelijk Museum 's-Hertogenbosch)

## Geschiedenis
De geschiedenis van het museum begon in 1956 als de toenmalige Koninklijke Academie voor Kunst en Vormgeving in 's-Hertogenbosch haar eerste internationale tentoonstelling organiseert. Ook werd er begonnen met de aanleg van een studiecollectie op het gebied van keramiek. Hieruit ontstond de Gemeentelijke Tentoonstellingsdienst, die in 1972 verzelfstandigde. Een onderkomen werd gevonden in het gebouw het Kruithuis. Ook de Stichting Uitleen Beeldende Kunst werd hier gevestigd. De collectie keramiek verhuisde mee, maar deze verdween in 1981 in verschillende depots. De naam werd ook veranderd naar Museum Het Kruithuis. In 1988 ging het museum ook sieraden verzamelen. Ook deze verzameling is internationaal, de geschiedenis ervan gaat terug tot 1950.
De status van museum voor hedendaagse kunst verwierf het museum in 1985. Een proces van professionalisering trad in. Het Internationaal Tentoonstellingsprogramma kreeg een scherper profiel en werd ambitieuzer opgezet. De registratie van de kunstcollectie en de bibliotheek van het museum werd geautomatiseerd. Er werden meer activiteiten georganiseerd, zoals rondleidingen, lezingen en excursies. Hierdoor groeide ook het aantal bezoekers.
Door de groei van de collecties en de professionalisering van het museum werd al snel duidelijk dat Het Kruithuis niet meer voldeed aan de wensen van de museumdirectie. In 1994 besloot het gemeentebestuur van de gemeente 's-Hertogenbosch om het museum uit te breiden met nieuwbouw op de bestaande locatie. Er werd een nieuw onderkomen ontworpen, waarbij het historische pand integraal werd ingepast. In afwachting van het gereedkomen hiervan verhuisde het museum en de kunstuitleen naar een pand aan de Hekellaan, aan de zuidelijke rand van de Bossche binnenstad. Bezwaarprocedures hielden echter de bouw van het pand volgens het ontwerp van de Tsjechische architect Bořek Šípek tegen. In 2002 besloot het gemeentebestuur om de bouw niet door te laten gaan en op een andere locatie, in de binnenstad, een nieuw museum te bouwen. Om die reden was er van 2003 tot het moment van gereedkomen, in 2013, van de nieuwbouw een tijdelijk onderkomen in een voormalig bedrijfspand in het Paleiskwartier, vlak bij het NS-station. De kunstuitleen ging niet naar het Paleiskwartier, maar verhuisde naar een pand aan de Hinthamerstraat.
Het huidige museumgebouw is ontworpen door Hubert-Jan Henket. Het werd in 2013 geopend op een nieuwe locatie. Het is gelegen achter het Noordbrabants Museum, waarmee het ook verbonden is, in het zogenaamde Museumkwartier.
In juni 2018 heeft het museum zijn naam gewijzigd in Design Museum Den Bosch. Het richt zich nu op het tonen van de maatschappelijke betekenis van vormgeving, in het verleden, het heden en de toekomst. Het bereikte een groot publiek met de tentoonstelling Design van het Derde Rijk in 2019-2020.

## Gebouw
Het gebouw van het museum is ontworpen door Hubert-Jan Henket tussen 2005 en 2008. Het Noordbrabants Museum is tijdens de bouw van het nieuwe Design Museum Den Bosch ook gerenoveerd. De twee aan elkaar verbonden musea vormen nu samen het Museumkwartier van Den Bosch, met in het midden de monumentale tuin van het voormalig provinciaal gouvernement. Design Museum Den Bosch heeft tijdens de bouw een eigen hoofdentree op De Mortel aan de overzijde van de paleistuin gekregen. De glinsterende, groenglazen gevel is opgebouwd uit volumes die meedraaien met de bocht in de weg, waaraan de entree gevestigd is. 
De begane grond van het museum is vrij toegankelijk en hier bevinden zich de museumwinkel, garderobe, de permanente opstelling Design! en de Young Design Space. Daarnaast is ook de sculpturale trap te zien, die de bezoekers naar de tentoonstellingen leidt. In de hal staat ook het voormalige auditorium, dat speciaal voor het museum ontwikkeld is door de Campana brothers.  Het project is geïnspireerd op de rotsformatie van de Grand Canyon en wanden aan de binnenkant zijn bedekt met koeienhuiden. Deze ruimte is nu in gebruik als de museumwinkel. In de hal is tevens de Kaiman Jacaré bank te zien, deze is ook gemaakt door de Campana brothers

## Collectie
De collectie van Design Museum Den Bosch bestaat uit meer dan 7000 items, waarvan het grootste deel bestaat uit keramiek en sieraden. Het museum is een van de belangrijkste instellingen in Nederland die zich bezighouden met het verzamelen en presenteren van het werk van Nederlandse sieraadontwerpers. Het beheert een collectie van meer dan 2500 sieraden. De collectie is ontstaan onder Yvonne Joris, voormalig directeur van het museum en beslaat de periode vanaf 1945 tot nu, met nadruk op het werk van Nederlandse en Amerikaanse sieraadontwerpers. De archieven van Gijs Bakker, Marion Herbst en Emmy van Leersum worden er bewaard. Daarnaast bevat de verzameling sieraden van o.a. Arman, Jean Arp, César Baldaccini, Louise Bourgeois, Georges Braque, Alexander Calder, Jean Cocteau, André Derain, Max Ernst, Lucio Fontana, Meret Oppenheim Pablo Picasso, Man Ray, Rob Scholte en Carel Visser. Delen van deze collectie worden via Modemuze en Sieradenmuze met een breder publiek gedeeld. De gehele collectie is te bekijken op de website van het museum. 
Om een groter deel van de collectie in het museum tentoon te kunnen stellen, is er sinds 2022 een wisselende opstelling van keramiek op de tweede verdieping. De keramiekcollectie wordt getoond in een kast die is ontworpen door Peter Hopman in samenwerking met GoGo Plastics. Gemaakt uit 100% gerecycled plastic en met een flexibel ontwerp, is de kast gemaakt om verschillende onderdelen van de collectie te kunnen tonen. De inhoud van de kast wordt periodiek samengesteld uit de ruim 3700 keramieken voorwerpen die in het bezit van het museum zijn. Op de tweede verdieping is ook een deel van de sieradencollectie te zien in een semipermanente opstelling. 
Sinds 2017 heeft het museum ook werken in de collectie die passen bij het thema Posthuman, wat zich richt op design van de toekomst en de rol van het menselijk lichaam hierin. Zo is er op de begane grond een kleine opstelling ingericht waar verschillende voorwerpen te zien zijn die hierbij aansluiten, waaronder een aantal werken van Zach Blas. Zijn werk Facial Weaponization Suite is een protest tegen de biometrische gezichtsherkenning. De maskers zijn gemodelleerd op basis van gezichsgegevens, maar kunnen door gezicht herkennende technologieën niet worden herkend.  Ook is Shudu te zien in het museum. Zij is een digitaal topmodel en het museum heeft een speciaal ontwikkelde video van haar aangekocht van The Diigitals. Op de video draagt ze een halssieraad uit de collectie van Design Museum Den Bosch. Ondanks dat het er hypperrealistisch uitziet en ze beweegt als een mens, is Shudu geen echt mens.

## Tentoonstellingen (selectie)
Design Museum Den Bosch heeft naast de permanente tentoonstelling Design! op de begane grond, twee grote tentoonstellingszalen. Op de eerste verdieping een zaal van 700 vierkante meter en op de tweede verdieping 450 vierkante meter. Er worden in het museum gemiddeld 15 wisselende tentoonstellingen per jaar getoond.
- Jean Cocteau – Metamorphosis van 10 November 2018 t/m 10 maart 2019 [6]
- GOTH – Designing Darkness van 16 oktober 2021 t/m 18 april 2022 [7]
- Sneakers Unboxed van 5 mei t/m 16 oktober 2022 [8]
- Screenwear – Exploring Digital Fashion van 15 oktober 2022 t/m 26 februari 2023 [5]
- Ontworpen liefde van 19 september 2023 t/m 18 februari 2024 [9]
- Sneller, beter, mooier – de vormgeving van de vooruitgang van 4 maart t/m 3 september 2023 [10]
- Mapping Modernity – Moderniteit in kaart van 23 september 2023 t/m 3 maart 2024[11]
- Dance – Design van een cultuur van 23 maart t/m 25 augustus 2024[12]
- Design voor de planeet van 14 september 2024 t/m 9 februari 2025[13]
- Supreme – Resampling the World van 23 november 2024 t/m 23 maart 2025[14]

## Design van het Derde Rijk
Een expositie over Design van het Derde Rijk in 2019 trok 131.610 bezoekers. De tentoonstelling werd over de hele wereld besproken, van The New York Times tot The Guardian en van El Pais tot Al Jazeera. In Nederland publiceerden zowel de Volkskrant als NRC Handelsblad lovende recensies. Toch was niet iedereen enthousiast. Onder andere de Bond van Antifascisten demonstreerde tegen de expositie, omdat ze vond dat het nazisme erin verheerlijkt werd, iets dat door de Bossche museumdirectie werd tegengesproken. Ook de Duitse pers reageerde terughoudend en vreesde dat de expositie ongewild het nationaalsocialisme op een voetstuk kon zetten.
De tentoonstelling trok drie keer meer bezoekers dan een gemiddelde tentoonstelling van het Design Museum Den Bosch. Er was geen enkel museum dat de hele expositie wilde overnemen.

## De Derde Verdieping
In 2020 heeft het museum het initiatief genomen tot de lancering van het digitale platform de Derde Verdieping.  De Derde Verdieping is een digitale omgeving. Bij tentoonstellingen wordt er een eigen Derde Verdieping ingericht, waar meer achtergronden en diepgang bij de tentoonstelling te vinden zijn. Er wordt informatie gegeven in de vorm van bijvoorbeeld achtergrondartikelen, interviews, podcasts, zaalteksten, columns en livestreams. Het grootste deel hiervan wordt door het museum zelf geproduceerd, vaak in samenwerking met specialisten. Daarnaast worden er soms eerder gepubliceerde artikelen gedeeld, om zo alle essentiële informatie rondom een onderwerp te verzamelen. Het platform speelt ook in op de actualiteit en wordt doorlopend aangevuld met nieuwe relevante informatie bij de onderwerpen. De Derde Verdieping is gemaakt in samenwerking met het strategisch ontwerpbureau Fabrique.